# Phlegetonia pantarcha
Phlegetonia pantarcha is een vlinder uit de familie van de Euteliidae. De wetenschappelijke naam van de soort is voor het eerst geldig gepubliceerd in 1922 door Turner.